# Lena Pessoa
Pour les articles homonymes, voir Pessoa.
Lena Pessoa est une designer brésilienne, née à Belo Horizonte.

## Biographie
Née à Belo Horizonte, Brésil, Lena Pessoa se lance dans le design en 1978 en créant des chaussures. Très vite elle dessine des vêtements qu'elle pense comme une architecture près du corps. Considérant l'habit comme un ensemble d'éléments indissociables, elle conçoit les accessoires qui les accompagnent. Peu après son arrivée à Paris en 1986, soutenue par Woolmark, Lena Pessoa lance sa propre ligne de vêtements et accessoires prisés par des marques comme Agnès B.
En 1994 elle fonde son bureau de création : DEUX L.

## Les magasins

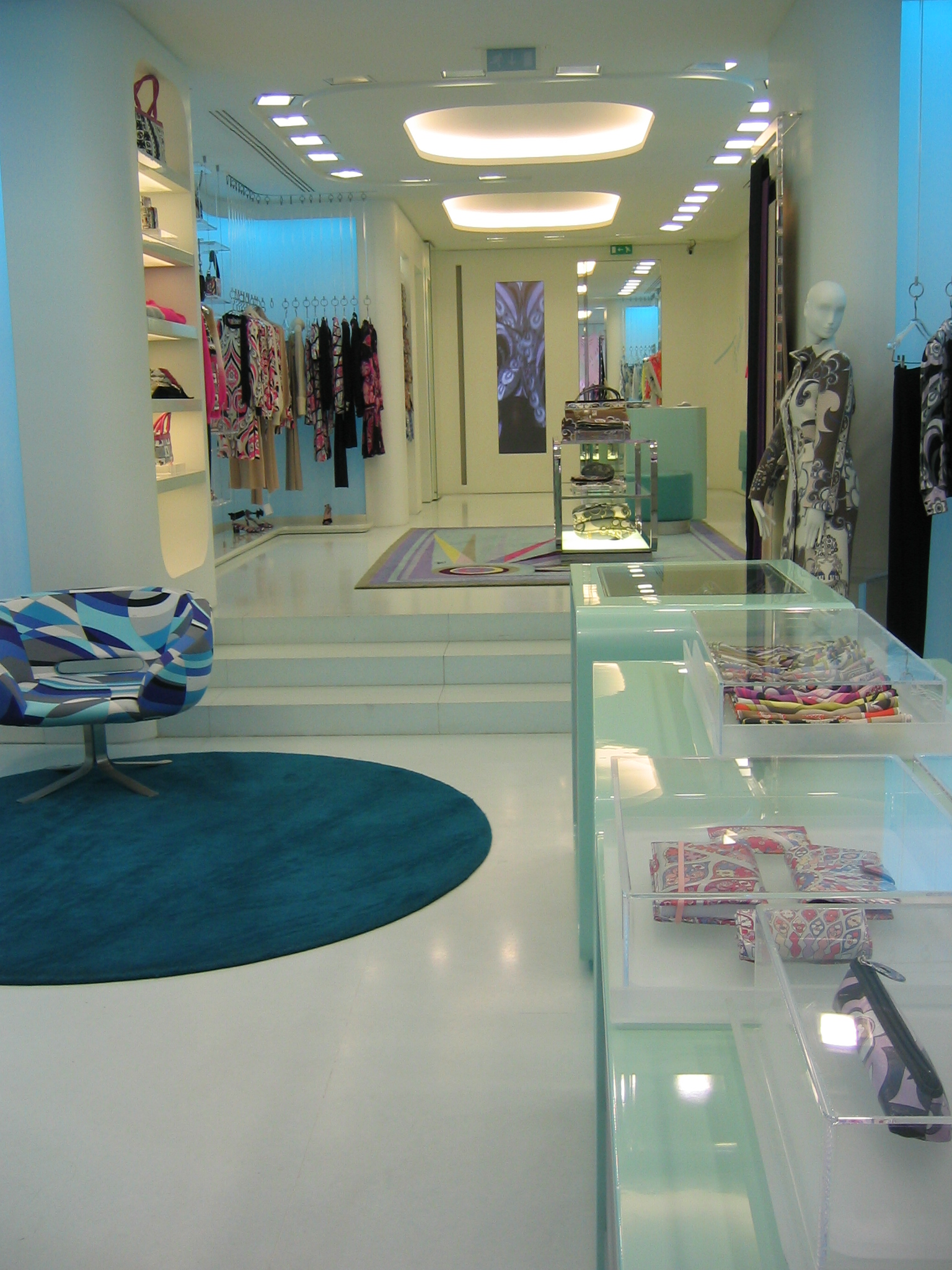
Emilio Pucci, avenue Montaigne, Paris.

En 2000 elle passe de la création de vêtements à la conception de lieux pour les loger. Lorsqu'elle contacte le groupe LVMH pour proposer un concept de vitrine elle reçoit immédiatement une commande pour Louis Vuitton. Les retombées de ce travail lui valent une commande d'architecture d'intérieur et de design pour la première boutique de la nouvelle marque du groupe, Emilio Pucci. En cinq ans, avec la collaboration du cabinet d'architecture milanais Vudafieri Partners, Lena Pessoa a inauguré une centaine de boutiques de diverses grandes marques, comme Jimmy Choo, Givenchy, Kenzo, Roger Vivier, Tod's, Cartier, Moschino, à travers le monde, de Tokyo à Londres, de Paris à New York.

## Les évènements
Pour la direction artistique d'événements, Lena Pessoa suit la même démarche adoptée pour l'élaboration de ses projets d'architecture d'intérieur. L’inauguration d’une boutique ou le lancement d’un produit doit représenter l'esprit de la marque, créer un événement personnalisé, unique et exclusif.

## Les idées
Depuis 2004 elle travaille aussi sur des idées. C'est ainsi qu'elle a participé, pour le Comité Colbert, à une étude sur le devenir des magasins de luxe dans les années 2020, et que, pour un fabricant national, elle intervient sur la réflexion de futurs intérieurs automobiles, prévus pour 2010 environ.

## Conclusion
Son travail consiste avant tout à analyser l'identité de la marque, son âme, et à partir de cette réflexion elle crée un concept personnalisé, un univers,,,,,,.

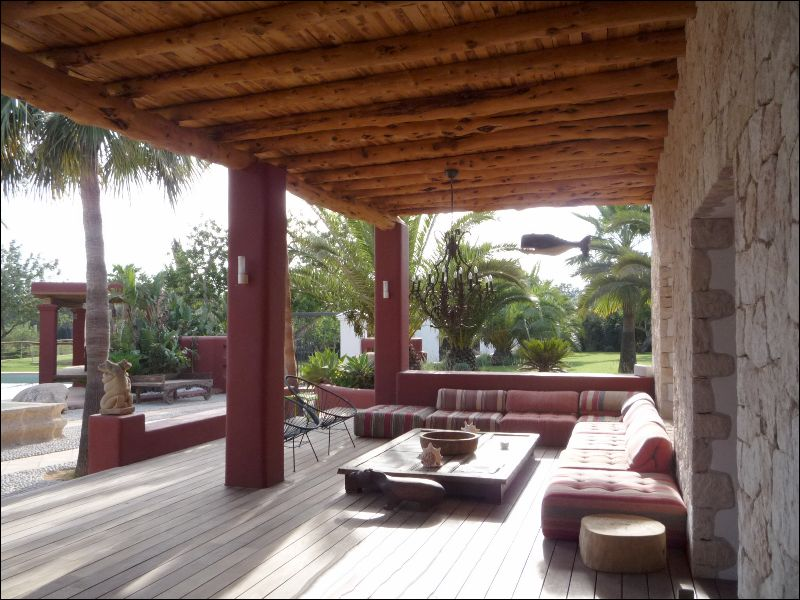
Ibiza

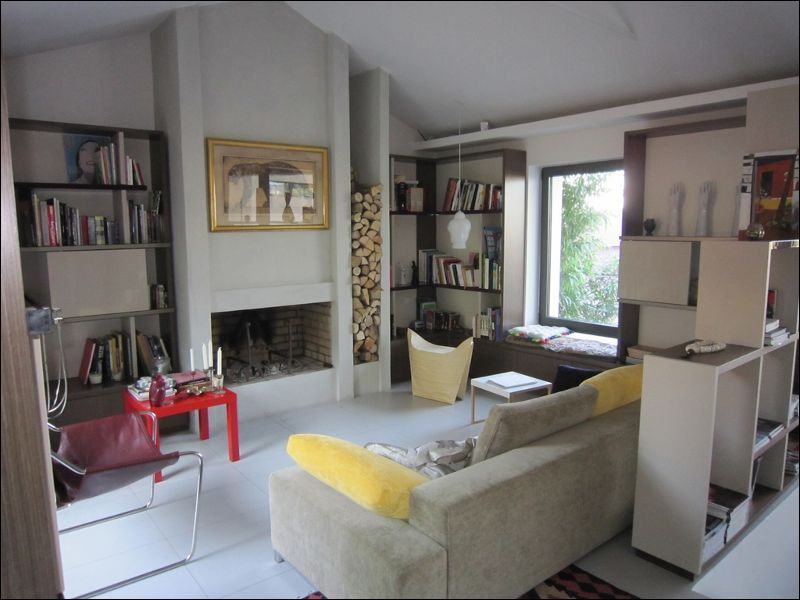
Maison à Paris